# Playa El Americano
Playa El Americano (también conocida como Bahía El Americano) es el nombre que recibe una playa y a la vez bahía venezolana.

## Ubicación
Ubicada en la tercera isla caribeña más grande de ese país, la Isla La Blanquilla, que forma parte geográficamente de las Antillas Menores y administrativamente de las Dependencias Federales de Venezuela.

## Características
Playa El Americano es conocida por sus arenas blancas, su clima soleado todo el año, un puente natural, sus aguas transparentes, y la presencia de Cachicares (una especie de pequeña águila) y de iguanas. Como se trata de una isla deshabitada su acceso es solo posible a través de botes privados o yates particulares, o bien usando los transportes militares.